# Ставри Ушлинов
Ставри (Ставре) Христов Ушлинов е български революционер, деец на Вътрешната македоно-одринска революционна организация.

## Биография
Роден е на 1 януари 1878 година в битолското село Лера, тогава в Османската империя, както сам казва „от родители българи“. Братовчед е на Апостол Ушлинов и е женен за Донка Ушлинова, и двамата дейци на ВМОРО. Още млад Ушлинов влиза във ВМОРО и е член на местния революционен комитет. През 1901 година заминава за Цариград, където действа като революционен агитатор. След предателство е принуден да бяга във Василико, където също се занимава с революционна дейност и агитация в града и околните села. Подпомага четите на Михаил Герджиков и Христо Силянов, с които се среща на връх Папия.
При избухването на Илинденско-Преображенското въстание в 1903 година е в четата на Герджиков и с нея участва в превземането на Василико. При потушаването на въстанието четата охранява изтеглящите се към Свободна България бежанци.
При избухването на Балканската война в 1912 година е доброволец в Македоно-одринското опълчение на Българската армия. Служи във 2-ра рота на 8-а костурска дружина, с която участва в целия път на Опълчението в Балканската и Междусъюзническата война.
Участва в Първата световна война заедно с жена си като войници от 60-и пехотен полк на 11-а пехотна македонска дивизия.
На 29 април 1943 година, като жител на Варна, подава молба за българска народна пенсия, която е одобрена и пенсията е отпусната от Министерския съвет на Царство България.
Умира в 1950 година.